# Позтыкерес (сельское поселение)
Позтыкерес — административно-территориальная единица (административная территория село с подчинённой ему территорией) и муниципальное образование (сельское поселение с полным официальным наименованием муниципальное образование сельского поселения «Позтыкерес») в составе муниципального района Корткеросского в Республике Коми Российской Федерации.
Административный центр — село Позтыкерес.

## История
Статус и границы административной территории установлены Законом Республики Коми от 6 марта 2006 года № 13-РЗ «Об административно-территориальном устройстве Республики Коми».
Статус и границы сельского поселения установлены Законом Республики Коми от 5 марта 2005 года № 11-РЗ «О территориальной организации местного самоуправления в Республике Коми».

## Население
| 2010 | 2011 | 2012 | 2013 | 2014 | 2015 | 2016 |
| ---- | ---- | ---- | ---- | ---- | ---- | ---- |
| 306  | ↘305 | ↘304 | ↘297 | ↗298 | ↗301 | ↘289 |
| 2017 | 2018 | 2019 | 2020 | 2021 |      |      |
| ↗290 | ↘270 | ↘260 | ↘259 | ↘244 |      |      |

## Состав
Состав административной территории и сельского поселения:
| № | Населённый пункт | Тип населённого пункта       | Население |
| - | ---------------- | ---------------------------- | --------- |
| 1 | Баяркерес        | деревня                      | 14        |
| 2 | Позтыкерес       | село, административный центр | 176       |
| 3 | Собино           | посёлок                      | 116       |